# جهانكير بات
جهانكير بات (17 أبريل 1943) هو لاعب هوكي باكستاني. ولد في ولاية البنجاب. حصل على الميدالية الذهبية في دورة الألعاب الأولمبية الصيفية 1968 في مكسيكو سيتي، وعلى الميدالية الفضية في دورة الألعاب الأولمبية الصيفية 1972 في ميونيخ.

## روابط خارجية
- جهانكير بات على موقع الاتحاد الدولي للهوكي (الإنجليزية)
- جهانكير بات على موقع أوليمبيديا (الإنجليزية)